# Eero Haapala
Eero Antero Haapala (né le 10 juillet 1989 à Jalasjärvi) est un athlète finlandais, spécialiste du saut en longueur.

## Biographie
Son club est le Ikaalisten Urheilijat.
Son record est de 7,90 m (+ 1,0 m/s) réalisé à Turku le 16 juin 2013. Il remporte la Première Ligue des Championnats d'Europe par équipes en 7,96 m (v. f.).

### Palmarès
| Date | Compétition                    | Lieu      | Résultat | Marque |
| ---- | ------------------------------ | --------- | -------- | ------ |
| 2013 | Championnats d'Europe en salle | Göteborg  | 4e       | 8,05 m |
| 2015 | Finnkampen Suède - Finlande    | Stockholm | 5e       | 7,58 m |

### Records
| Épreuve          | Épreuve      | Performance | Lieu                | Date                         |
| ---------------- | ------------ | ----------- | ------------------- | ---------------------------- |
| Saut en longueur | En plein air | 7,95 m      | Jämsä Potchefstroom | 27 juin 2015 26 janvier 2016 |
| Saut en longueur | En salle     | 8,11 m      | Pori                | 26 janvier 2013              |